# Руджинешть (Вранча)
Руджинешть, Руджинешті (рум. Ruginești) — село у повіті Вранча в Румунії. Входить до складу комуни Руджинешть.
Село розташоване на відстані 199 км на північний схід від Бухареста, 41 км на північ від Фокшан, 125 км на південь від Ясс, 100 км на північний захід від Галаца, 126 км на схід від Брашова.

## Населення
За даними перепису населення 2002 року у селі проживали 1939 осіб, з них 1938 осіб (99,9%) румунів. Рідною мовою 1938 осіб (99,9%) назвали румунську.